# Garford
Garford – wieś w Anglii, w hrabstwie Oxfordshire, w dystrykcie Vale of White Horse. Leży 14 km na południowy zachód od Oksfordu i 89 km na zachód od Londynu. W 2001 miejscowość liczyła 142 mieszkańców.